# Бернхард I (Верле)
Бернхард I фон Верле (на немски: Bernhard I von Werle; * ок.  1245; † ок.  1286) е от 1277 до 1281 г. господар на Верле и от 1281 до 1286 г. господар на Верле-Призанневиц.
Той е син на Николаус I (1210 – 1277) и Юта фон Анхалт († сл. 14 май 1277), дъщеря на княз Хайнрих I фон Анхалт. 
След смъртта на баща му през 1277 г. Бернхард I управлява Верле първо заедно с братята си Йохан I и Хайнрих I. 
През 1281 г. те разделят страната. Йохан I взема управлението на Пархим, Хайнрих I получава Верле-Гюстров, a Бернхард I получава Призанневиц.
Бернхард I е погребан в катедралата на манастир Доберан.
Няма документи дали Бернхард I се жени.